# Tresfjordbrücke

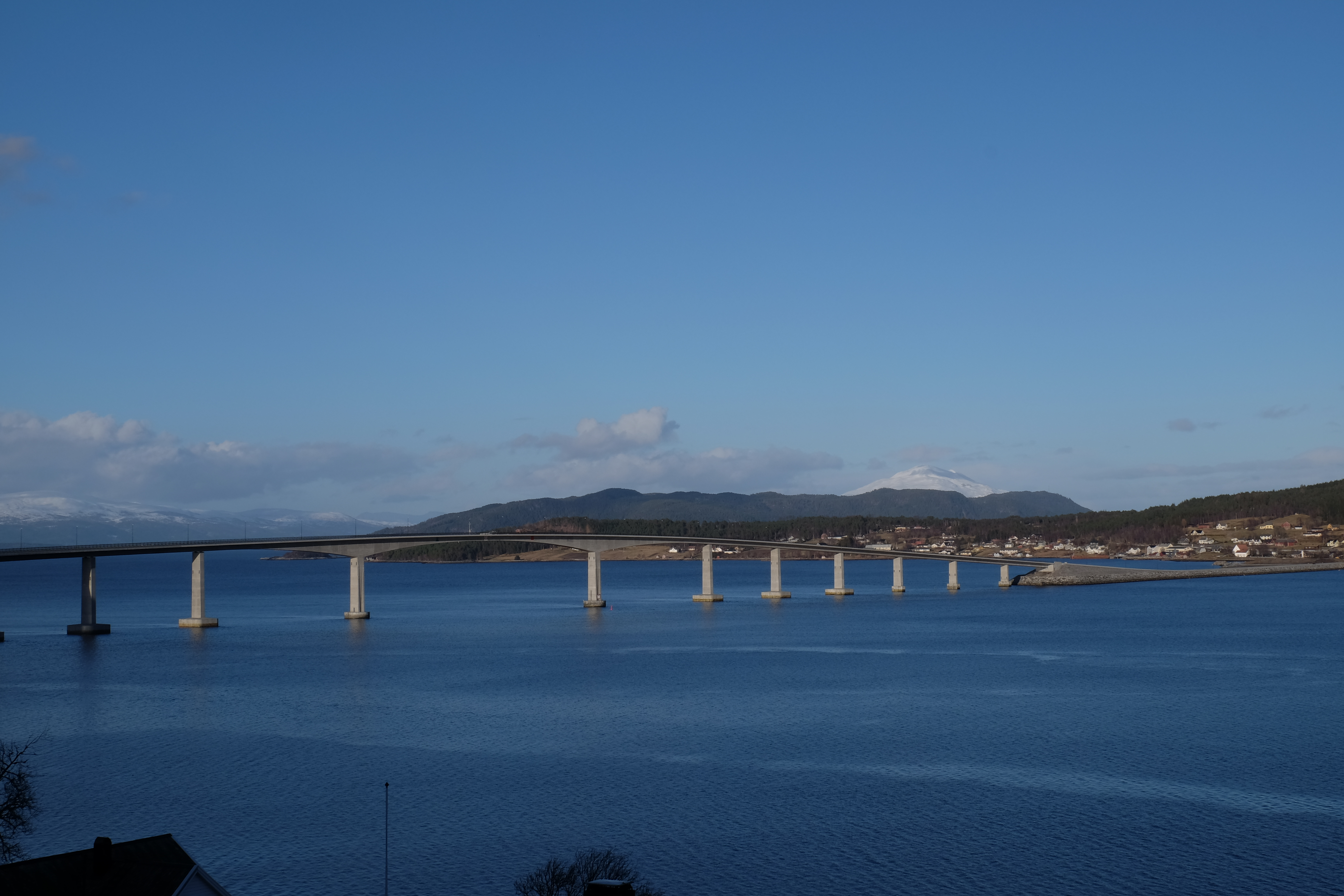
Tresfjordbrücke, 2016

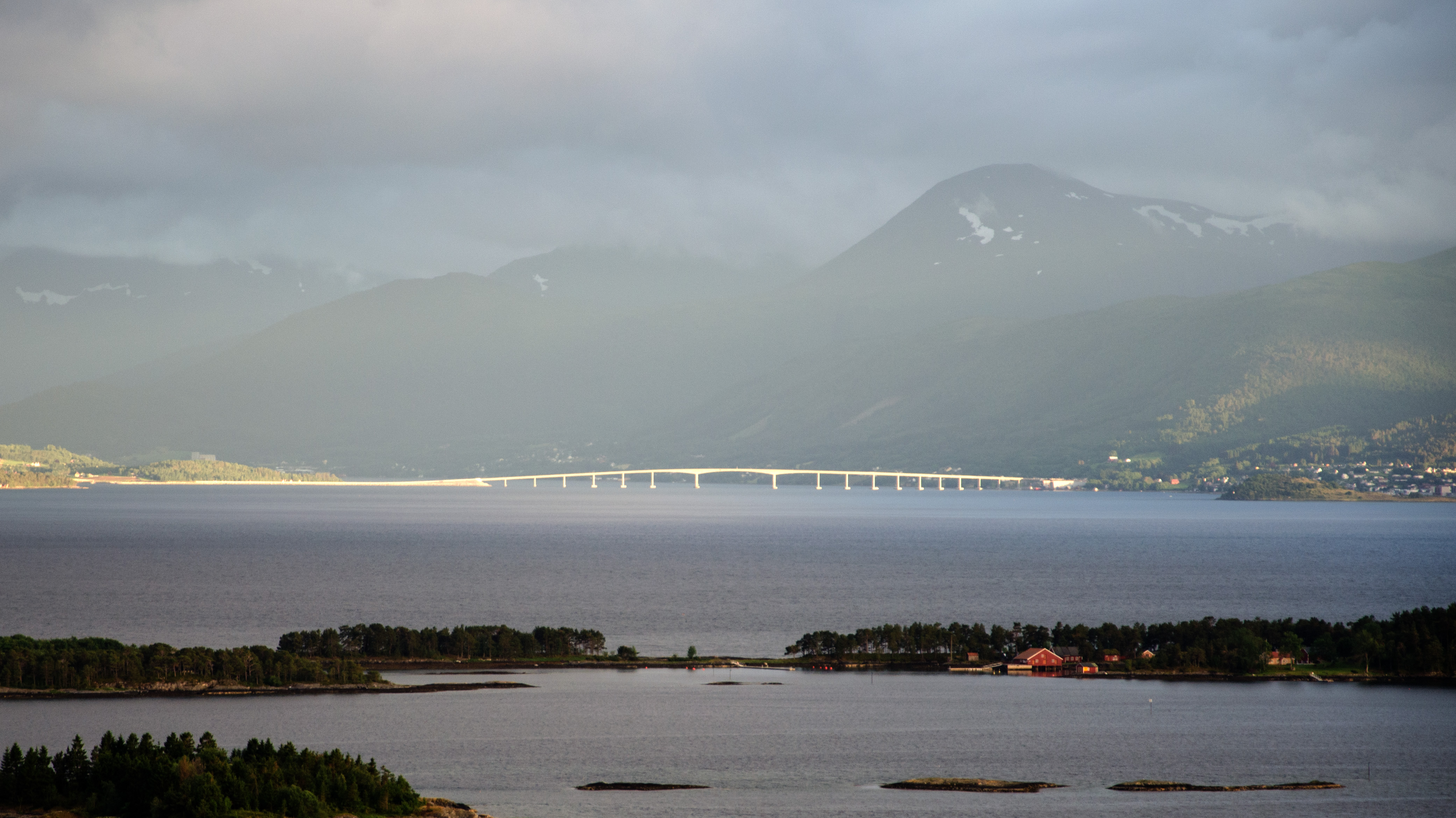
Blick von Molde

Die Tresfjordbrücke (norwegisch: Tresfjordbrua) ist eine Brücke in der norwegischen Gemeinde Vestnes in der Provinz Møre og Romsdal.
Die Brücke überbrückt als Teil der E 136 zwischen Ålesund und Åndalsnes den Tresfjord vom am westlichen Ufer gelegenen Ort Remmem zum auf der Ostseite befindlichen Vikebukt.
Der Bau der 1290 Meter langen Brücke und eines etwa 800 Meter langen Damms begann im Dezember 2012 und dauerte bis 2015. Mit dem Bau wurde die Entfernung zwischen Ålesund und Åndalsnes um 13 Kilometer verkürzt. Der Bau mit einem Kostenvolumen von 75 Millionen € erfolgte im Auftrag der norwegischen Straßenbauverwaltung Statens vegvesen. Mit den Gründungsarbeiten war das deutsche Unternehmen F+Z Baugesellschaft beauftragt.
In dem bis zu 40 Meter tiefen Fjord entstanden für die Brücke 13 Brückenpfeiler mit bis zu 60 Meter Abstand. Die Brücke erhebt sich bis zu 32 Metern über den Wasserspiegel. Die Eröffnung fand am 24. Oktober 2015 in Anwesenheit der norwegischen Premierministerin Erna Solberg statt, die den verhinderten Verkehrsminister Ketil Solvik-Olsen vertrat.